# Lophospiza griseiceps
El gavilán de Célebes (Lophospiza griseiceps) es una especie de ave accipitriforme de la familia Accipitridae.
Es endémica de Célebes, Indonesia.